# 1992-es labdarúgó-Európa-bajnokság
Az 1992-es labdarúgó-Európa-bajnokság a futball történetének 9. Európa-bajnoksága volt. Svédországban rendezték június 10. és 26. között. Az Eb-t a jugoszláv válogatottat helyettesítő dán válogatott nyerte, története során először. Ezen az Eb-n volt utoljára nyolc részt vevő ország. 1996-ban már 16 csapat vett részt.

## Helyszínek
A mérkőzéseket az alábbi négy helyszínen játszották:
| Göteborg         | Solna            | Göteborg Solna Malmö Norrköping |
| Ullevi           | Råsunda Stadion  | Göteborg Solna Malmö Norrköping |
| Férőhely: 44 000 | Férőhely: 40 000 | Göteborg Solna Malmö Norrköping |
|                  |                  | Göteborg Solna Malmö Norrköping |
| Malmö            | Norrköping       | Göteborg Solna Malmö Norrköping |
| Malmö Stadion    | Idrottsparken    | Göteborg Solna Malmö Norrköping |
| Férőhely: 30 000 | Férőhely: 23 000 | Göteborg Solna Malmö Norrköping |
|                  |                  | Göteborg Solna Malmö Norrköping |

## Selejtezők
A selejtezőket 1990 májusától 1991 decemberéig játszották le. A selejtezőben 33 válogatott vett részt. A házigazda Svédország nem vett részt a selejtezőkben. A csapatokat 7 csoportba sorsolták. Öt darab ötcsapatos és két darab négycsapatos csoportot alakítottak ki. A csapatok körmérkőzéses, oda-visszavágós rendszerben játszottak egymással. A csoportelsők kijutottak az Európa-bajnokságra.
A Szovjetunió felbomlása
A Szovjetunió kis idővel az ország felbomlása előtt bejutott a záró szakaszra, így a FÁK (Független Államok közössége) zászlaja alatt indult el a tornán, még mielőtt a volt szovjet államok megalakították volna saját válogatottjaikat. A FÁK válogatottja a következő régi szovjet országok válogatottjaiból állt: Oroszország, Ukrajna, Fehéroroszország, Kazahsztán, Üzbegisztán, Türkmenisztán, Kirgizisztán, Örményország, Moldova és Tádzsikisztán. 15-ből 5 exszovjet tagállam nem küldött játékosokat a FÁK-ba, ezek voltak: Észtország, Lettország, Litvánia, Grúzia és Azerbajdzsán.
Jugoszlávia kizárása
Jugoszlávia is kijutott az Eb-re, de az ENSZ Biztonsági Tanácsának 1992. május 30-i, 757. számú határozata alapján kizárták a válogatottat. A selejtezőcsoportjukban második Dánia indulhatott helyettük. A dánok óriási meglepetést okozva meg is nyerték az Eb-t. A döntőben az 1990-es világbajnok Németországot győzték le.
A következő csapatok vettek részt az Európa-bajnokságon:
| Ország        | Kvalifikáció módja            | Kvalifikáció időpontja | Korábbi Európa-bajnoki részvételek |
| ------------- | ----------------------------- | ---------------------- | ---------------------------------- |
| Svédország    | Rendező                       | 1988. december 16.     | 0 (újonc)                          |
| Franciaország | 1. csoport győztese           | 1991. október 12.      | 2                                  |
| Anglia        | 7. csoport győztese           | 1991. november 13.     | 3                                  |
| FÁK           | 3. csoport győztese           | 1991. november 13.     | 6                                  |
| Skócia        | 2. csoport győztese           | 1991. november 20.     | 0 (újonc)                          |
| Hollandia     | 6. csoport győztese           | 1991. december 4.      | 3                                  |
| Németország   | 5. csoport győztese           | 1991. december 18.     | 5                                  |
| Dánia         | A 4. csoport győztese helyett | 1992. május 31.        | 3                                  |

1. ↑  A FÁK 1960 és 1988 között Szovjetunió néven szerepelt.
2. ↑  Szovjetunióként jutott ki, az ország felbomlása miatt FÁK néven szerepelt.
3. ↑  Németország 1972 és 1988 között NSZK néven szerepelt.
4. ↑  A selejtező 4. csoportját Jugoszlávia nyerte, de a kizárásuk miatt Dánia vett részt.

## Játékvezetők
A tornára 15 vezetőbírót delegáltak Európa 12 országából, akik közül 5-en az Olaszországban rendezett 1990-es világbajnokság, ketten a Német Szövetségi Köztársaságban rendezett 1988-as Eb-n is aktívan tevékenykedtek. A játékvezetőkkel együtt utazott a FIFA-partbírói keret két tagja és egy tartalék játékvezető. A játékvezetők az előre kisorsolt csapatok mellé osztotta be a játékvezetői négyeseket. Olaszország és Svájc 2–2 vezetőbírót adott. A meghívott játékvezetők közül a legidősebbek, 47 évesek a portugál José Rosa dos Santos és a spanyol Emilio Soriano Aladrén volt. A bírói keret egyik legfiatalabb tagja, a maga 37 évével Puhl Sándor volt.
| Játékvezetők - Guy Goethals - Puhl Sándor - Aron Schmidhuber - John Blankenstein - Alekszej Szpirin - Bruno Galler - Kurt Röthlisberger - Hubert Forstinger - Gérard Biguet - Bo Karlsson - Pierluigi Pairetto - Tullio Lanese - Peter Mikkelsen - Emilio Soriano Aladrén - José Rosa dos Santos | Partbírók - Szilágyi Sándor - Varga László - Victor Filippov - Andrei Butenko - Joachim Ren - Uwe Ennuschat - Valdemar Aguiar Pinto Lopes - Antonio Guedes Gomes De Carvalho - Jan Dolstra - Robert Overkleeft - Johann Moestl - Alois Pemmer - Lennart Sundqvist - Bo Persson - Marc Huguenin - Alain Gourdet - Pierre Mannaerts - Robert Surkijn - Arne Paltoft - Jorgen Ohmeyer - Domenico Ramicone - Maurizio Padovan - Zivanko Popovic - Paul Wyttenbach |

## Keretek
Minden csapat 20 játékosból állt.

## Csoportkör
Az időpontok helyi idő szerint (UTC+2) olvashatók.

Sorrend meghatározása
Az Európa-bajnokság csoportjaiban ha a csoportmérkőzések után két vagy több csapat azonos pontszámmal állt, akkor a következő pontok alapján állapították meg a sorrendet:
1. több pont az összes csoportmérkőzésen;
2. jobb gólkülönbség az összes csoportmérkőzésen;
3. több szerzett gól az összes csoportmérkőzésen;
4. sorsolás

### 1. csoport
| Hely. | Csapat         | M | Gy | D | V | G+ | G– | Gk | P | Továbbjutás                                |
| ----- | -------------- | - | -- | - | - | -- | -- | -- | - | ------------------------------------------ |
| 1.    | Svédország (R) | 3 | 2  | 1 | 0 | 4  | 2  | +2 | 5 | Továbbjutott az egyenes kieséses szakaszba |
| 2.    | Dánia          | 3 | 1  | 1 | 1 | 2  | 2  | 0  | 3 | Továbbjutott az egyenes kieséses szakaszba |
| 3.    | Franciaország  | 3 | 0  | 2 | 1 | 2  | 3  | −1 | 2 |                                            |
| 4.    | Anglia         | 3 | 0  | 2 | 1 | 1  | 2  | −1 | 2 |                                            |

| 1992. június 10. 20:15 |

| Svédország   | 1–1                         | Franciaország |
| ------------ | --------------------------- | ------------- |
| Eriksson 24' | (1–0) Jegyzőkönyv Részletek | Papin 58'     |

| Råsunda Stadion, Stockholm Nézőszám: 29 860 Játékvezető: Alekszej Nyikolajevics Szpirin (orosz) |

| 1992. június 11. 20:15 |

| Dánia | 0–0                   | Anglia |
| ----- | --------------------- | ------ |
|       | Jegyzőkönyv Részletek |        |

| Malmö Stadion, Malmö Nézőszám: 26 385 Játékvezető: John Blankenstein (holland) |

| 1992. június 14. 17:15 |

| Franciaország | 0–0                   | Anglia |
| ------------- | --------------------- | ------ |
|               | Jegyzőkönyv Részletek |        |

| Malmö Stadion, Malmö Nézőszám: 26 535 Játékvezető: Puhl Sándor (magyar) |

| 1992. június 14. 20:15 |

| Svédország | 1–0                         | Dánia |
| ---------- | --------------------------- | ----- |
| Brolin 58' | (0–0) Jegyzőkönyv Részletek |       |

| Råsunda Stadion, Stockholm Nézőszám: 29 902 Játékvezető: Aron Schmidhuber (német) |

| 1992. június 17. 20:15 |

| Svédország              | 2–1                         | Anglia   |
| ----------------------- | --------------------------- | -------- |
| Eriksson 51' Brolin 82' | (0–1) Jegyzőkönyv Részletek | Platt 4' |

| Råsunda Stadion, Stockholm Nézőszám: 30 126 Játékvezető: José Rosa dos Santos (portugál) |

| 1992. június 17. 20:15 |

| Franciaország | 1–2                         | Dánia                 |
| ------------- | --------------------------- | --------------------- |
| Papin 60'     | (0–1) Jegyzőkönyv Részletek | Larsen 8' Elstrup 78' |

| Malmö Stadion, Malmö Nézőszám: 25 673 Játékvezető: Hubert Forstinger (osztrák) |

### 2. csoport
| Hely. | Csapat      | M | Gy | D | V | G+ | G– | Gk | P | Továbbjutás                                |
| ----- | ----------- | - | -- | - | - | -- | -- | -- | - | ------------------------------------------ |
| 1.    | Hollandia   | 3 | 2  | 1 | 0 | 4  | 1  | +3 | 5 | Továbbjutott az egyenes kieséses szakaszba |
| 2.    | Németország | 3 | 1  | 1 | 1 | 4  | 4  | 0  | 3 | Továbbjutott az egyenes kieséses szakaszba |
| 3.    | Skócia      | 3 | 1  | 0 | 2 | 3  | 3  | 0  | 2 |                                            |
| 4.    | FÁK         | 3 | 0  | 2 | 1 | 1  | 4  | −3 | 2 |                                            |

| 1992. június 12. 17:15 |

| Hollandia    | 1–0                         | Skócia |
| ------------ | --------------------------- | ------ |
| Bergkamp 75' | (0–0) Jegyzőkönyv Részletek |        |

| Ullevi, Göteborg Nézőszám: 35 720 Játékvezető: Bo Karlsson (svéd) |

| 1992. június 12. 20:15 |

| FÁK               | 1–1                         | Németország |
| ----------------- | --------------------------- | ----------- |
| Dobrovolszkij 64' | (0–0) Jegyzőkönyv Részletek | Häßler 90'  |

| Idrottsparken, Norrköping Nézőszám: 17 410 Játékvezető: Gérard Biguet (francia) |

| 1992. június 15. 17:15 |

| Skócia | 0–2                         | Németország              |
| ------ | --------------------------- | ------------------------ |
|        | (0–1) Jegyzőkönyv Részletek | Riedle 29' Effenberg 47' |

| Idrottsparken, Norrköping Nézőszám: 17 638 Játékvezető: Guy Goethals (belga) |

| 1992. június 15. 20:15 |

| Hollandia | 0–0                   | FÁK |
| --------- | --------------------- | --- |
|           | Jegyzőkönyv Részletek |     |

| Ullevi, Göteborg Nézőszám: 34 400 Játékvezető: Peter Mikkelsen (dán) |

| 1992. június 18. 20:15 |

| Hollandia                             | 3–1                         | Németország   |
| ------------------------------------- | --------------------------- | ------------- |
| Rijkaard 4' Witschge 15' Bergkamp 72' | (2–0) Jegyzőkönyv Részletek | Klinsmann 53' |

| Ullevi, Göteborg Nézőszám: 37 725 Játékvezető: Pierluigi Pairetto (olasz) |

| 1992. június 18. 20:15 |

| Skócia                                          | 3–0                         | FÁK |
| ----------------------------------------------- | --------------------------- | --- |
| McStay 7' McClair 16' McAllister 84' (11-esből) | (2–0) Jegyzőkönyv Részletek |     |

| Idrottsparken, Norrköping Nézőszám: 14 660 Játékvezető: Kurt Röthlisberger (svájci) |

## Egyenes kieséses szakasz
|  |                        |             |             |                       |   |       |       |       |
|  | Elődöntők              | Elődöntők   | Elődöntők   |                       |   | Döntő | Döntő | Döntő |
|  | Elődöntők              | Elődöntők   | Elődöntők   |                       |   | Döntő | Döntő | Döntő |
|  | június 22. – Göteborg  |             |             |                       |   |       |       |       |
|  |                        |             |             |                       |   |       |       |       |
|  | 2/1.                   | Hollandia   | 2 (4)       |                       |   |       |       |       |
|  | 2/1.                   | Hollandia   | 2 (4)       | június 26. – Göteborg |   |       |       |       |
|  | 1/2.                   | Dánia       | 2 (5)       |                       |   |       |       |       |
|  | 1/2.                   | Dánia       | 2 (5)       |                       |   | Dánia | Dánia | 2     |
|  | június 21. – Stockholm |             |             |                       |   | Dánia | Dánia | 2     |
|  |                        |             | Németország | Németország           | 0 |       |       |       |
|  | 1/1.                   | Svédország  | Németország | Németország           | 0 | 2     |       |       |
|  | 1/1.                   | Svédország  |             |                       |   |       |       |       |
|  | 2/2.                   | Németország | 3           |                       |   |       |       |       |
|  | 2/2.                   | Németország | 3           |                       |   |       |       |       |
|  |                        |             |             |                       |   |       |       |       |

### Elődöntők
| 1992. június 21. 20:15 |

| Svédország                          | 2–3                         | Németország               |
| ----------------------------------- | --------------------------- | ------------------------- |
| Brolin 64' (11-esből) Andersson 89' | (0–1) Jegyzőkönyv Részletek | Häßler 11' Riedle 59' 88' |

| Råsunda Stadion, Stockholm Nézőszám: 28 827 Játékvezető: Tullio Lanese (olasz) |

| 1992. június 22. 20:15 |

| Hollandia                                    | 2–2 (h. u.)                           | Dánia                                     |
| -------------------------------------------- | ------------------------------------- | ----------------------------------------- |
| Bergkamp 23' Rijkaard 86'                    | (1–2, 2–2, 2–2) Jegyzőkönyv Részletek | Larsen 5' 33'                             |
| Büntetőpárbaj                                |                                       |                                           |
| Koeman van Basten Bergkamp Rijkaard Witschge | 4–5                                   | Larsen Povlsen Elstrup Vilfort Christofte |

| Ullevi, Göteborg Nézőszám: 37 450 Játékvezető: Emilio Soriano Aladrén (spanyol) |

### Döntő
| 1992. június 26. 20:15 |

| Dánia                  | 2–0               | Németország |
| ---------------------- | ----------------- | ----------- |
| Jensen 18' Vilfort 78' | (1–0) Jegyzőkönyv |             |

| Ullevi, Göteborg Nézőszám: 37 800 Játékvezető: Bruno Galler (svájci) |

| Az 1992-es labdarúgó-Európa-bajnokság győztese |
| ---------------------------------------------- |
| · Dánia · 1. cím                               |

## Statisztikák

### Gólszerzők
3 gólos
- Henrik Larsen
- Karl-Heinz Riedle
- Dennis Bergkamp
- Tomas Brolin

2 gólos
- Jean-Pierre Papin
- Thomas Häßler
- Frank Rijkaard
- Jan Eriksson

1 gólos
- Igor Dobrovolszkij
- John Jensen
- Lars Elstrup
- Kim Vilfort
- David Platt
- Stefan Effenberg
- Jürgen Klinsmann
- Rob Witschge
- Paul McStay
- Brian McClair
- Gary McAllister
- Kennet Andersson

### Végeredmény
Az első két helyezett utáni sorrend nem tekinthető hivatalosnak, mivel ezekért a helyekért nem játszottak mérkőzéseket. Ezért e helyezések meghatározásához az alábbiak lettek figyelembe véve:

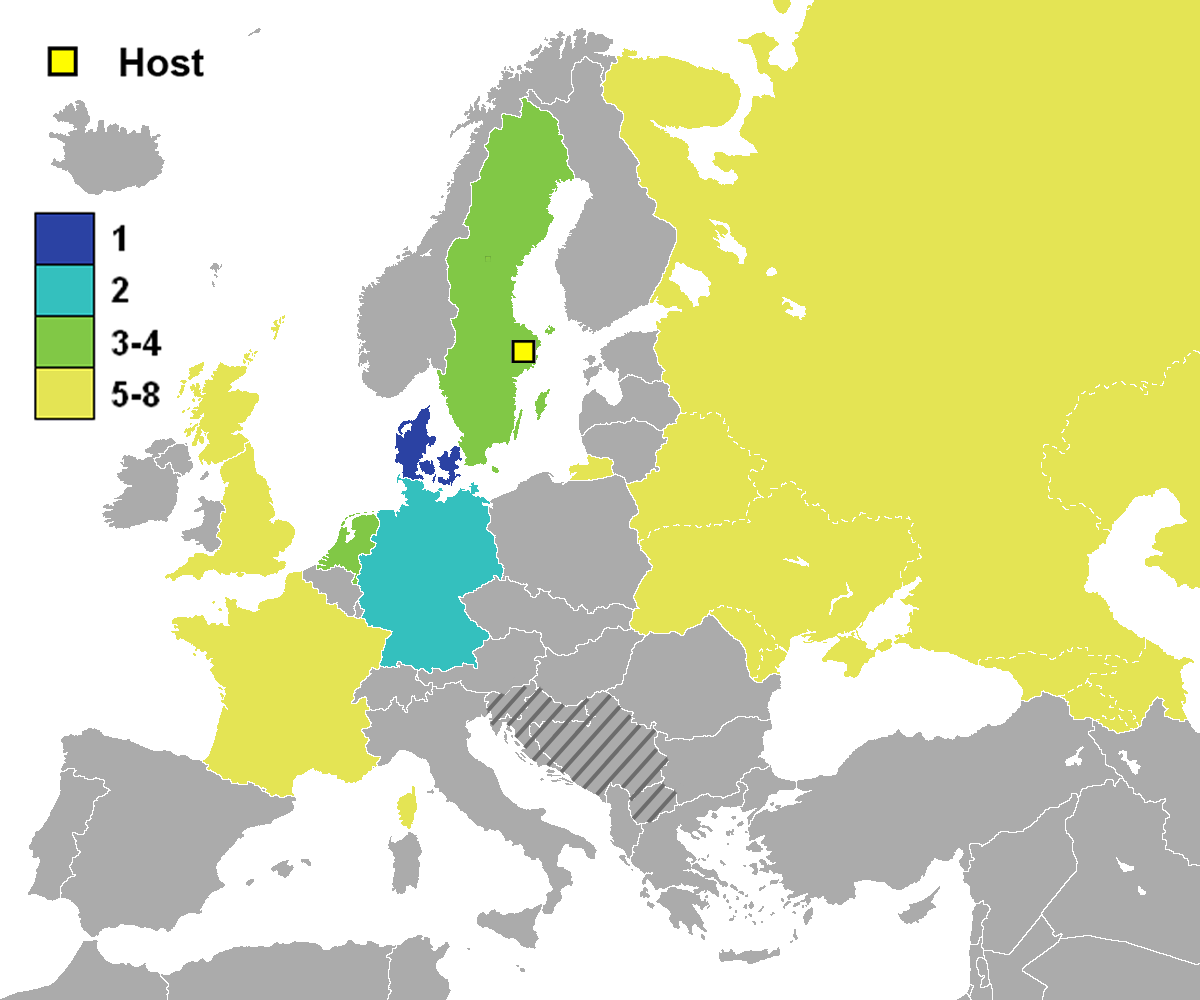
Az 1992-es labdarúgó-Európa-bajnokságon részt vevő országok helyezései

1. több szerzett pont (a 11-esekkel eldöntött találkozók a hosszabbítást követő eredménnyel, döntetlenként vannak feltüntetve)
2. jobb gólkülönbség
3. több szerzett gól

| Hely.                    | Csapat         | M | Gy | D | V | G+ | G– | Gk | P |
| ------------------------ | -------------- | - | -- | - | - | -- | -- | -- | - |
| 1. helyezett, aranyérmes | Dánia          | 5 | 2  | 2 | 1 | 6  | 4  | +2 | 6 |
| 2. helyezett, ezüstérmes | Németország    | 5 | 3  | 1 | 1 | 7  | 8  | −1 | 7 |
| 3. helyezett, bronzérmes | Hollandia      | 4 | 2  | 2 | 0 | 6  | 3  | +3 | 6 |
| 3. helyezett, bronzérmes | Svédország (R) | 4 | 2  | 1 | 1 | 6  | 5  | +1 | 5 |
|                          |                |   |    |   |   |    |    |    |   |
| 5.                       | Skócia         | 3 | 1  | 0 | 2 | 3  | 3  | 0  | 2 |
| 6.                       | Franciaország  | 3 | 0  | 2 | 1 | 2  | 3  | −1 | 2 |
| 7.                       | Anglia         | 3 | 0  | 2 | 1 | 1  | 2  | −1 | 2 |
| 8.                       | FÁK            | 3 | 0  | 2 | 1 | 1  | 4  | −3 | 2 |